# DEFCON (гра)
DEFCON — стратегія в реальному часі створена незалежною командою розробників з Introversion Software, вже відомою такими розробками, як Darwinia та Uplink. Вона відтворює ядерну війну в межах всієї планети. Дія гри відбувається на великому екрані, що зображує Земну кулю і схожий за стилістикою до подібних екранів з таких фільмів, як «Доктор Стрейнджлав», «Fail-Safe» і особливо «Військові ігри» (англ. WarGames).

## Ігровий процес
Гравець бере на себе роль генерала, що знаходиться глибоко в підземному бункері. Метою гри успішно знищити населення ворога і одночасно не дати ворогу вжити відповідні заходи щодо свого. Нападаючи на ворога, гравець розкриває розташування своїх ракетних шахт, підводних човнів і бомбардувальників в той момент, коли вони використовують ядерну зброю. Стан воюючої сторони виражається в очках.
Очки нараховуються трьома способами: за вбитих ворогів, за виживших своїх, і за принципом +2 очка за вбитих ворогів та −1 за загиблого союзника. Крім того нараховуються штрафні очки за втрату об'єктів чи збиту ракету.
На карті розташовані шість країн-територій: Північна Америка, Латинська Америка, Африка, Європа, Південна Азія і Північна Азія.

### Стадії гри
Ігровий процес проходить низку стадій, впродовж яких змінюють доступні можливості. Кожна наступна триває довше за попередню. Всього їх є п'ять:
- Defcon 5 — початкова стадія, на якій проводиться розстановка військ. Про супротивників відомо тільки їх місце розташування на карті. В цей час можна укладати союзи з іншими державами.
- Defcon 4 — стають видимими об'єкти інших сторін, що потрапили в зону виявлення радарів. Бойові дії заборонені, але можна переміщувати флоти. Можливо вести переговори.
- Defcon 3 — розміщення військ припиняється і починається війна. Війська відкривають вогонь по всіх, з ким не підписано перемир'я. Можна випускати літаки для знищення противників і розвідки ворожих території.
- Defcon 2 — перехідна стадія від звичайної війни до ядерної. Бої стають агресивнішими.
- Defcon 1 — стає можливий запуск ядерних ракет.

### Юніти
- Радарна станція — показує все в зоні дії, за винятком підводних човнів в пасивному режимі сканування. Зі знищенням радара гравець втрачає огляд території.
- Ракетна шахта — діє в режимі протиповітряної оборони (проти літаків і ракет) і запуску ракет з термоядерним зарядом. Після першого запуску координати шахти стають відомі всім гравцям. Може містити 10 термоядерних ракет. При попаданні ядерної боєголовки в шахту незалежно від її поточного стану знищується близько половини ракет, що там знаходиться.
- Авіабаза — початково вміщає п'ять винищувачів, бомбардувальників і ракет малого радіуса дії. Літаки повертаються на найближчий аеродром, тому там їх може зібратися більше п'яти. Використовується для патрулювання прибережних вод і перехоплення ракет.
- Лінкор — корабель, що атакує надводні цілі і літаки противника. Його основне призначення — прикривати авіаносці від кораблів і авіації супротивника. Проти підводних човнів лінкори беззахисні.
- Авіаносець — несе на собі п'ять винищувачів, два бомбардувальники і чотири ядерних боєголовки малого радіуса дії. Щодо літаків діє як авіабаза. Може боротися з підводними човнами глибинними бомбами.
- Атомний підводний човен — несе п'ять ядерних зарядів середнього радіуса дії. За замовчуванням знаходиться в пасивному режимі сканування, тобто, нічого не виявляє навколо, але і не видає себе (проте, може бути знайдений авіаносцем). В режимі активного сканування здатний знаходити чужі субмарини в невеликому радіусі і атакувати їх торпедами, при цьому стаючи вразливим. Запускає балістичні ракети, при цьому інформація про точку старту стає відома всім гравцям.
- Винищувач — літак з невеликим радіусом огляду, що має високу швидкість. Ефективний проти бомбардувальників і лінкорів. У винищувачів може закінчитися пальне і тоді вони впадуть.
- Бомбардувальник — літак, що має великий радіус сканування. Використовується як засіб доставки ракет малого радіуса дії до цілей на території супротивника. За виліт несе лише одну ракету. Пуск ядерних зарядів цього типу не фіксується, і гравцям не повідомляється про місце.

### Режими гри
- Звичайний — гравець набирає очки за знищення ворожих міст. Сам ігровий процес відбувається на звичайній швидкості.
- Офісний — гра запускається у віконному режимі без звуку і працює не довше 6-и годин безперервно.
- Bigworld — карта світу вдвічі більша, юніти мають вдвічі менші розміри і показники характеристик. Швидкість гри також зменшена.
- Швидкісний DEFCON — гра на максимальній швидкості і триває не довше 15-и хвилин. Пауза недоступна.
- Дипломатія — для декількох гравців. Всі гравці починають як члени союзу, що мають 100 очок (відповідає 100 млн населення). В ході гри очки лише зменшуються і виграє той, в кого їх залишиться найбільше.